# 조지 던롭 레슬리
조지 던롭 레슬리(영어: George Dunlop Leslie, 1835년 7월 2일 ~ 1921년 2월 21일)는 영국의 장르 화가, 작가, 삽화가였다.